# Gare des Boullereaux - Champigny
Gare des Boullereaux - Champigny vasútállomás és RER állomás Franciaországban, Champigny-sur-Marne településen.

## Vasútvonalak
Az állomást az alábbi vasútvonalak érintik:
- Párizs–Mulhouse-vasútvonal

## Kapcsolódó állomások
A vasútállomáshoz az alábbi állomások vannak a legközelebb:
- Gare de Nogent - Le Perreux (Nanterre – La Folie, RER E)
- Gare de Villiers-sur-Marne - Le Plessis-Trévise (Gare de Tournan, RER E)

## Lásd még
- Franciaország vasútállomásainak listája
- A RER állomásainak listája